# Бурденюк Анатолій Акимович
Бурденюк Анатолій Акимович (нар. 23 квітня (6 травня) 1922, с. Кармалка — пом. 26 червня 1941, с. Мацки) — штурман другої авіаційної ескадрильї 207-го далеко-бомбардувального авіаційного полку 42-ї далеко-бомбардувальної авіаційної дивізії 3-го бомбардувального авіаційного корпусу далеко-бомбардувальної авіації, лейтенант.

## Біографія
Народився в 1922 році в селищі Кармалка Бугурусланського повіту Самарської губернії. Українець. Батько — Бурденюк Аким Йосипович, українець-переселенець; мати — Поліна Феофанівна. У 1931 році родина Бурденюків переїжджає до Свердловська. У 1938 році Анатолій Бурденюк закінчив фабрично-заводську школу № 11.

## Служба в армії
1. У 1938 році вступив до Челябінського військового авіаційного училища льотчиків-спостерігачів. У 1940 році після закінчення навчання отримав звання «лейтенант».
2. 164-й авіаційний полк 1-ї резервної авіаційної бригади Орловського військового округу (Липень 1940 — жовтень 1940).
3. Штурман 2-ї ескадрильї 207-го авіаполку (з 24 червня 1941), екіпаж М. Гастелло.

## Загибель
26 червня 1941 року під час завдання удару по ворожій колоні бомбардувальник ДБ-3Ф, штурманом якого був Анатолій Бурденюк, був підбитий. Разом з ним загинули всі члени екіпажу: капітан Микола Гастелло, лейтенант Г. М. Скоробогатий, старший сержант О. О. Калінін. За офіційною версією Микола Гастелло направив палаючий літак на механізовану колону ворога.

## Нагороди
Орден Вітчизняної війни I ступеня (1958, посмертно). Указ Президії Верховної Ради СРСР від 25.01.1958.